# Pluto et le Rat des champs
Pour les articles homonymes, voir Gopher (homonymie).
Pour plus de détails, voir Fiche technique et Distribution.
Pluto et le Rat des champs (Pluto and the Gopher) est un court-métrage d'animation américain des studios Disney avec Pluto, sorti le 10 février 1950.

## Synopsis
Dans le jardin de Minnie, Pluto est réveillé par un petit gaufre. Dans leur poursuite, le chien détériore les parterres de fleurs de Minnie et se voit donc puni, tandis que les fleurs encore en état sont mises à l'abri dans la maison. Mais le gaufre a eu le temps de se glisser dans le pot et la lutte entre Pluto et l'animal se poursuit à l'intérieur.

## Fiche technique
- Titre original : Pluto and the Gopher
- Titre français : Pluto et le Rat des champs
- Série : Pluto
- Réalisation : Charles A. Nichols
- Scénario : Dick Kinney, Milt Schaffer
- Animation : Phil Duncan, Hugh Fraser, George Kreisl, George Nicholas
- Effets visuels : Joshua Meador
- Décors : Art Landy
- Layout : Karl Karpé
- Musique : Oliver Wallace
- Production : Walt Disney
- Société de production : Walt Disney Productions
- Société de distribution : RKO Radio Pictures
- Format : Couleur (Technicolor) - 1,37:1 - Son mono (RCA Sound System)
- Durée : 6 min
- Langue : Anglais
- Pays de production:  États-Unis
- Date de sortie : 
  - États-Unis : 10 février 1950[1]

## Voix originales
- Pinto Colvig : Pluto
- Ruth Clifford : Minnie Mouse

## Voix françaises

### 1erdoublage (date inconnue)
- ??? : Minnie Mouse

### 2edoublage (1996)
- Marie-Charlotte Leclaire : Minnie Mouse

## Commentaires
- Le gaufre (gopher en anglais), est un mammifère de la famille des Geomyidae, proche du chien de prairie, très présent en Amérique du Nord et souvent confondu en Europe avec la taupe. Déjà confronté à Pluto dans Mickey et Pluto golfeurs (1941), cet animal apparaît également dans Les Aventures de Winnie l'ourson sous le nom de Grignotin (en français).

## Titre en différentes langues
- -  Suède : Pluto och sorken

Source : IMDb